# Masacre de Ipatinga
La Masacre de Ipatinga fue un episodio de agresión, asesinato masivo y brutalidad policial ocurrido en el municipio brasileño de Ipatinga, entonces distrito perteneciente a Coronel Fabriciano, en el interior del estado de Minas Gerais, el 7 de octubre de 1963. El incidente consistió en roces entre militares, entonces bajo órdenes del gobernador de Minas Gerais, José de Magalhães Pinto, y empleados de Usiminas, indignados por las malas condiciones laborales y las humillaciones que sufrieron al ser registrados antes de entrar y salir de la empresa para su jornada laboral.
La noche anterior al día de la masacre, los trabajadores que salían del turno de noche fueron sometidos a un intenso registro, en el que no se les permitió llevarse leche ni comida a casa. La policía militar había descubierto recientemente planes de resistencia y reuniones sindicales en el distrito que estaban siendo combatidas. Indignados por los hechos, los trabajadores se enfrentaron a la Caballería de la Policía después de intentar disolver una multitud en el alojamiento de Santa Mônica (actualmente barrio de Horto) y sólo con la intermediación del padre Avelino Marques, párroco de la Parroquia Nossa Senhora da Esperança, se logró Decidió que en la madrugada habría una reunión entre la junta directiva de Usiminas y representantes de la policía, el sindicato local y los trabajadores.
En la mañana del día 7, alrededor de seis mil trabajadores en huelga frente a la entrada de Usiminas esperaban el final de la reunión, en la que se decidió suspender a la Caballería de la Policía durante las investigaciones sobre los ataques del día anterior. Al mismo tiempo, soldados armados insistieron en permanecer en la zona e intimidaron a los rebeldes, quienes comenzaron a reprenderlos con piedras e insultos. En el momento en que el padre Avelino y Geraldo Ribeiro, presidente del sindicato, subían a un automóvil para dirigirse hacia la multitud, diecinueve policías a bordo de un camión comenzaron a disparar contra los trabajadores, provocando oficialmente ocho muertes (incluido un niño en el regazo de su madre) y 79 heridos. Sin embargo, estas cifras son objeto de controversia.
En los meses siguientes se produjeron aumentos salariales, sustitución de guardias de seguridad y condenas de militares implicados en los atentados y la masacre. Sin embargo, el golpe de Estado en Brasil en 1964 derrocó al entonces presidente João Goulart, iniciando la dictadura militar. Esto culminó con el arresto de sindicalistas y líderes de movimientos laborales locales y la absolución de los agentes de policía involucrados. Recién en 2004 se pagó una indemnización a los familiares de las víctimas y en 2013, con la creación de la Comisión Nacional de la Verdad (CNV), el caso fue investigado nuevamente.

## Historia

### Principios
Usiminas, empresa siderúrgica instalada en el entonces distrito de Ipatinga, perteneciente al municipio de Coronel Fabriciano, en 1956, trajo a la localidad, además de negociar grandes cantidades de terreno, activos de infraestructura básica como establecimientos de salud, espacios de ocio, transporte y comunicación. Su instalación fue resultado de inversiones de empresarios japoneses y contribuyó a la formación de la actual Región Metropolitana de Vale do Aço, uno de los principales centros industriales del estado. En los años posteriores a su llegada, la empresa también construyó barrios enteros destinados a servir de refugio a los residentes, que fueron distribuidos según la jerarquía de la empresa; el barrio de Castelo, por ejemplo, estaba destinado a la presidencia, mientras que el vecino Cariru albergaba a empleados no técnicos. En general, los barrios más apartados estaban habitados por trabajadores de clase baja.
Sin embargo, las inversiones del Estado, responsable del 55% del capital estatal de la empresa – otro 5% pertenecía a empresarios nacionales y un 40% a japoneses – se restringieron al entorno de la empresa y tuvieron poco en cuenta al municipio de Coronel Fabriciano en su conjunto. , cuya administración había eximido de impuestos a Usiminas. Si bien la población de toda la región creció debido a la actividad industrial, también por la influencia de Acesita (ubicada en Timóteo, otro distrito fabricano), la educación en la ciudad era precaria, con altas tasas de deserción escolar y analfabetismo (superiores al 50% ) a finales de la década de 1950. Además, la infraestructura proporcionada por la empresa resultó insuficiente para atender la demanda de trabajadores de la región o de aquellos que venían de diferentes zonas de Brasil en busca de trabajo, ni de aquellos que no estaban empleados en la industria. En Ipatinga, el alojamiento era escaso y los índices de violencia eran altos.

### Motivaciones
Usiminas inició operaciones el 26 de octubre de 1962, con alrededor de quince mil empleados, incluidos ocho mil trabajadores directos y los siete mil restantes empleados por contratistas. La adaptación al trabajo resultó difícil, ya que había pocos empleados capacitados para afrontar tareas agotadoras cercanas a gases tóxicos y temperaturas que alcanzaban los 1.700 °C (temperatura de fusión del acero), lo que hacía que los accidentes laborales fueran habituales. Además del transporte precario, las largas colas para comer también dificultaban la alimentación. Los restaurantes estaban jerarquizados, con distinción para ingenieros y trabajadores, que se veían obligados a afrontar colas desorganizadas que desembocaban en disturbios en cualquier momento. Las relaciones entre los trabajadores tampoco eran buenas, dadas las condiciones en las que se encontraban, las diferencias culturales y el distanciamiento de sus familias. Fuera de la empresa, las opciones de ocio eran escasas, restringidas principalmente a pequeños bares.
El entonces presidente de Usiminas, Amaro Lanari Júnior, observa que "casos de locura comenzaron a ocurrir en Ipatinga", resultado de ese conjunto de factores. Los constantes casos de indisciplina llevaron a Usiminas a implementar medidas de control con la ayuda de la policía, que comenzaría a intervenir estrictamente incluso fuera de la empresa. Los robos comenzaron a ocurrir dentro de la planta, lo que motivó rigurosas inspecciones a los trabajadores cuando salían del área de trabajo. La asociación de problemas sociales y profesionales y la intransigente injerencia de las fuerzas policiales provocaron descontento y revueltas, sin embargo las manifestaciones sindicales también fueron repudiadas y castigadas por la policía. Se prohibió la afiliación al Sindicato de Trabajadores Metalúrgicos de Coronel Fabriciano, que entonces representaba a los trabajadores de la empresa.
Incluso hay un informe de alrededor de doscientos empleados registrados como operadores, pero que en la práctica fueron utilizados para monitorear las acciones de los trabajadores tanto interna como externamente. En ocasiones, equipos de seguridad vigilaban a los empleados en los bares o en las calles de Ipatinga y, en caso de comportamiento sospechoso, informaban a la dirección de Usiminas para decidir si destituían o despedían al trabajador. El Departamento de Orden Político y Social (DAOPS) de Minas Gerais, que actuó como una especie de servicio de inteligencia del gobernador José de Magalhães Pinto, también mantuvo infiltraciones entre sus empleados, así como el Ejército brasileño, que temía que el presidente João Goulart estableciera una república sindicalista.

### El fusible
A principios de octubre de 1963, fuerzas de seguridad infiltradas informaron a Usiminas de la posibilidad de aumentar la impaciencia de los trabajadores y recomendaron que la empresa cancelara planes como la creación de un sindicato controlado por ella misma y el despido masivo de líderes rebeldes. Al mismo tiempo, también quedó al descubierto un sindicato secreto entre los trabajadores. Otra notificación realizada fue que representantes del Comando General de Trabajadores (CGT), a través del Presidente de la República y del sindicalista João Goulart, habrían estado en Ipatinga entre el 4 y 6 de octubre. Inicialmente, esta visita se habría realizado para ganar influencia de los trabajadores de Belgo-Mineira en la región para la huelga de la empresa en São Paulo, pero, según el Ejército, la CGT buscó apoyo para la causa de Usiminas entre los empleados de Belgo-Mineira y Accept. El 4 de octubre, João Goulart pidió al Congreso declarar el estado de sitio en todo el país, dada la situación económica y social del país frente a maniobras sindicales y políticas.
En la tarde del 6 de octubre, domingo, tuvo lugar en Ipatinga la primera reunión del Sindicato de Trabajadores Metalúrgicos Coronel Fabriciano, convocada después de ataques a los trabajadores por motivos inútiles, entre ellos control de multitudes y pequeños desacuerdos. Se hicieron muchas acusaciones contra las fuerzas de seguridad de Usiminas y Geraldo Ribeiro, presidente del sindicato, dijo que las autoridades estarían al tanto y se tomarían medidas desde la empresa. Sin embargo, hubo representantes de Usiminas infiltrados. Informados de la asamblea, el servicio de seguridad de la empresa comenzó a reforzar la vigilancia esa misma noche para desmoralizar a la resistencia.
La noche del 6 de octubre, alrededor de las 22:15 horas, los guardias de seguridad detuvieron los camiones que transportaban a los trabajadores cerca de la entrada de la empresa para realizar un registro. Se abrieron las loncheras de los trabajadores y se vertieron litros de leche. Cada día, los trabajadores tenían derecho a una bolsa con 250 ml de leche y un trozo de pan francés, que a menudo se llevaban a casa y compartían con la familia. Aquella noche llovía y a raíz de ello se produjo un revuelo que provocó que algunos trabajadores fueran pisoteados por los caballos de los soldados que cubrían la acción. Al finalizar la inspección, antes de que el camión continuara con los trabajadores, se escucharon gritos de que la Oficina Central sería destruida.
Alrededor de las 23 horas, un electricista fue atacado por fuerzas policiales después de que un grupo cercano a él resistiera las órdenes de disolver una multitud en el alojamiento de Santa Mônica (actualmente barrio de Horto). Los conocidos del electricista respondieron con patadas y brazos y lograron frenar a los guardias de seguridad, quienes se marcharon pero prometieron vengarse. Temiendo nuevos ataques policiales, los residentes de Santa Mônica improvisaron barricadas con muebles y tambores. Algunos se armaron con palos y hierro. Al principio no había planes de atacar a las fuerzas policiales, sólo de defenderse. El enfrentamiento había sido alertado a Robson Zamprogno, delegado especial del distrito de Ipatinga y capitán de Caballería, quien fue informado que la situación estaba fuera de control y necesitaba refuerzos. Según testimonios de los implicados en la investigación policial, la llegada de la caballería, poco antes de la medianoche, habría culminado con decenas de palizas, allanamientos de viviendas y disparos de personas, entre vecinos y policías tanto en Santa Mônica como en la Alojamiento en puente vecina Chicago. Fueron detenidas unas trescientas personas. Más tarde, se cortó la electricidad.

### Intento de consenso
Hacia las 2 de la madrugada del 7 de octubre, la policía llevó al padre Avelino Marques, primer párroco de la parroquia Nossa Senhora da Esperança, al alojamiento de Santa Mônica. El capitán Robson Zamprogno le pidió que fuera donde los trabajadores, les preguntara qué querían y les exigiera la presencia de representantes. El sacerdote afirmó que iría con la condición de que bajaran las armas y así lo hicieron, dirigiéndose hacia los rebeldes al ser iluminados por un camión de Cemig. Se pidió al religioso que se fuera y que los 300 detenidos fueran liberados, lo que efectivamente ocurrió, y se acordó que una comisión se presentaría en la Oficina Central de Usiminas junto con Robson y el padre Avelino en la madrugada. Pasaría el resto de la mañana con los trabajadores. En el ambulatorio de la empresa se trataba a los heridos.
Ante lo sucedido y a la espera de la reunión de la comisión con la dirección de la empresa, poco antes de las cinco de la mañana se formó una concentración de unos 1.500 trabajadores cerca de la entrada, bloqueando el acceso e incitando a la huelga. La llegada de más trabajadores provocó disturbios, mientras que otros alentaron las depredaciones. La policía fue avisada por el servicio de vigilancia y enviaría todos los esfuerzos posibles, pero serían limitados porque Acesita también estaba en huelga en Timóteo. El padre Avelino insistió al teniente de la Policía que el movimiento era pacífico, pero a medida que llegaron otros camiones con trabajadores el desorden aumentó. El capitán Robson Zamprogno ordenó a los soldados con armas desplegadas que no mataran ni dispararan.
A las 7 de la mañana llegó a la recepción Geraldo Ribeiro, convocado a la reunión en la Oficina Central. A pesar de los disturbios, el dirigente sindical pidió al teniente que retirara sus tropas, pero su petición fue denegada. En ese momento, José Isabel do Nascimento, maestro de montaje de una empresa constructora, estaba fotografiando a la multitud desde lo alto de una puerta. Los flashes de las cámaras llamaron la atención, incluso de la policía, que se sintió incómoda. La reunión con la directiva comenzó a las 7:30 a. m. y a medida que se desarrollaba se produjeron una serie de ataques y contraataques entre el sindicato y el Capitán Robson. El presidente del sindicato y el padre Avelino propusieron retirar a la caballería de Ipatinga, encargada de la vigilancia callejera, pero esta solicitud fue rechazada por la empresa y reprendida por Robson. Al mismo tiempo, el número de trabajadores en la entrada superó los seis mil. La lluvia de la madrugada trajo mucho barro y tierra al lugar.

### La Masacre
La reunión terminó alrededor de las 9:15 horas y las partes acordaron que la caballería sería suspendida de la vigilancia callejera hasta que se completara la investigación sobre los ataques de la mañana anterior. El capitán Robson también había exigido a las tropas que salieran sin abucheos, lo que Geraldo Ribeiro se había comprometido a intentar cumplir, pero esto sería casi imposible ante los miles de manifestantes frente a la entrada, que en ese momento maldecían y lanzaban piedras a los soldados que insistían en permanecer armados. Cuando el padre Avelino y Geraldo subieron a un automóvil para dirigirse hacia la multitud, comenzaron a escucharse disparos contra los rebeldes. Robson, al escuchar los disparos, inmediatamente se subió a un jeep y se dirigió hacia los soldados, pidiéndoles que se detuvieran sin apenas poder ser escuchado.
Resultó que 19 policías militares disparaban contra los trabajadores desde lo alto de un camión. José Isabel do Nascimento estaba fotografiando a un soldado en el momento en que le dispararon con un revólver, fue llevado a la Casa de Saúde Santa Terezinha (en el centro de Ipatinga) y murió el 17 de octubre. Hubo una avalancha entre trabajadores y otros civiles y, cuando cesaron los disparos, inmediatamente se inició un gran movimiento de vehículos y ambulancias llenas de heridos hacia la Casa de Salud Santa Terezinha y el Hospital Siderúrgica, en el centro de Fabriciano. Geraldo Ribeiro, el padre Avelino y otros miembros de la reunión llegaron a tiempo para ver sólo los cuerpos mutilados y los hombres en agonía pidiendo ayuda, así como las pertenencias de los trabajadores y loncheras esparcidas por todas partes, que comenzaron a ayudar después de permanecer paralizados por un corto tiempo después de 15 minutos de rodaje. Robson, a su vez, permaneció un rato llorando en el jeep, lamentándose ante otro oficial de lo que había hecho su equipo.
En la Oficina Central, algunos empleados enfermaron debido al nerviosismo y fueron enviados al ambulatorio. Geraldo Ribeiro intentó tranquilizar a todos. La llegada de tropas del Batallón Governador Valadares volvió a incitar a los trabajadores, ante la amenaza de algunos soldados que fueron inmovilizados por el teniente Xavier. El líder sindical también ordenó a los trabajadores que no atacaran. Xavier, al encontrar al Capitán Robson llorando, decidió que organizaría la defensa en el lugar. Poco después, Geraldo contactó a la Secretaría de Seguridad en Belo Horizonte para revelar a la prensa lo sucedido. El entonces alcalde de Fabrician, Cyro Cotta Poggiali, llegó al lugar de la masacre a la hora del almuerzo, en un camión cargado con agua potable y alimentos. A las 13 horas llegó en tren a través de la EFVM el capitán Jacinto Franco do Amaral, quien venía de Governador Valadares a pedido de Xavier para hacerse cargo temporalmente de la vigilancia de Ipatinga.

### Víctimas
Oficialmente, la masacre terminó con ocho muertos y 79 heridos, sin embargo estas cifras son controvertidas, ya que hay muchos informes de familiares de posibles víctimas que no fueron contabilizadas, especialmente niños que perdieron a su padre. Las fuentes indican treinta muertos y otras hasta ochenta. El padre Abdala Jorge, de Timóteo, afirma haber contado once cadáveres en un hospital de la región. Una carpintería de Timóteo supuestamente encargó doce ataúdes, pero un ex empleado de Usiminas afirma haber recogido 32 a petición de la empresa en Belo Horizonte al día siguiente. En una entrevista dada en 2006, Geraldo Ribeiro dijo que el día de la masacre vio cuatro cadáveres tirados en el suelo antes de ir a Timóteo a contactar a la Secretaría de Seguridad y cuando regresó, alrededor de 30 minutos después, no había cadáveres. También afirmó, décadas después, que había recibido una carta de Usiminas informando que 59 empleados habían sido despedidos por no regresar a trabajar treinta días después del incidente.
Una investigación abierta el día después de la masacre demostró que al menos cuatro cadáveres fueron arrojados a Ribeirão Ipanema, muertos en un tiroteo. Daniel Miranda Soares narra en su artículo "La Masacre de Ipatinga" en Cadernos do CEAS n.º 64 de 1979 que más de tres mil resultaron heridos y 33 habrían muerto al día siguiente a consecuencia de sus heridas. Entre los ocho muertos se encuentran José Isabel do Nascimento, el único que fotografió la masacre; la niña Ângela Eliane Martins, de tres meses, que recibió un disparo en el regazo de su madre Antonieta Francisca da Conceição Martins, que la llevaba a una cita en el ambulatorio de Usiminas; además de otros cinco industriales (Gilson Miranda, Aides Dias de Carvalho, Antônio José dos Reis, Alvino Ferreira Felipe y Sebastião Tomé da Silva) y un sastre (Geraldo Rocha Gualberto).

## Impactos e investigaciones
Rádio Guaraní fue la primera en anunciar la masacre, transmitiendo la información de que hubo siete muertos y decenas de heridos. Hubo, en un lapso de 24 horas, repercusión nacional e internacional. La Asamblea Legislativa de Minas Gerais (ALMG) inició las investigaciones el 8 de octubre, estableciendo una Comisión de Investigación. Ese día, se reunieron en Ipatinga los representantes del gobernador, de Usiminas y de los sindicatos, Cyro Cotta Poggiali, Massilon Resende Teixeira (juez del distrito de Coronel Fabriciano) y Orlando Milanez (fiscal). Geraldo Ribeiro exigió el castigo de los policías implicados, lo que el comandante general de la Policía Militar, José Geraldo de Oliveira, que también llegó al distrito el día 8, garantizó que se cumpliría. Ese mismo día, el coronel abrió una investigación policial. Los tres días siguientes al episodio estuvieron llenos de rebelión en el distrito, donde, además del paro, fueron destruidos la caseta de vigilancia de Usiminas, la comisaría, la cárcel pública y el camión utilizado para el tiroteo.
Otro punto defendido por el sindicalista fue el retiro de la Policía Militar de Ipatinga y de la vigilancia local por parte del Ejército, pero esto resultó poco práctico para Magalhães Pinto. El gobernador no podía permitir que la policía estatal fuera reemplazada por fuerzas nacionales, encabezadas por el presidente y rival político João Goulart, ni sería bien visto si hubiera malas repercusiones por parte de la Policía Militar con relación a las muertes. La investigación abierta contra los 19 policías involucrados en la masacre del 7 de octubre fue cerrada el 4 de noviembre de 1963 y una segunda, que involucraba ataques contra trabajadores el día anterior, fue dictada el 29 de noviembre. Los trabajadores de Usiminas obtuvieron un aumento salarial y la garantía de libertad para los dirigentes sindicales. En febrero de 1964 realizaron una nueva huelga exigiendo, sin éxito, un nuevo aumento. El equipo de seguridad de la empresa también fue reemplazado.
Se redujo la vigilancia policial en las calles de Ipatinga, pero el aumento de la delincuencia significó que había una demanda de agentes de policía. Un grupo de élite de la Policía Militar preparado en Belo Horizonte llegó al distrito a finales de 1963. Aún había resistencia a la presencia de militares en algunos alojamientos, pero por sugerencia del padre Avelino, los oficiales trajeron una banda de música que logró para acercar a la población de las fuerzas de seguridad. En Santa Mônica, la resistencia duró más y recién el 10 de marzo de 1964, después de un tiroteo entre vecinos, la policía forzó la acción bajo la presencia de Geraldo Ribeiro. En los años siguientes, Usiminas aceleró la construcción de nuevos barrios residenciales, ya que hasta 1963 alrededor del 60% vivía en condiciones precarias. Las acciones de recursos humanos y la implementación de políticas de asistencia social minimizaron los conflictos entre las relaciones laborales.

## Subversión y Indemnidades
El Golpe de Estado del 31 de marzo de 1964 derrocó al entonces presidente João Goulart, iniciando la dictadura militar en Brasil. Esto culminó, en los primeros días del mes siguiente, con la detención de sindicalistas y dirigentes del alojamiento de Santa Mônica. Geraldo Ribeiro no fue detenido por haber colaborado con el ingreso policial a Santa Mônica, pero fue notificado el 9 de junio que sería destituido de su cargo de dirigente sindical. Ipatinga y Timóteo se emanciparon de Coronel Fabriciano el 29 de abril de 1964, bajo la influencia de la masacre y las diferencias políticas entre el alcalde fabriciano Cyro Cotta Poggiali y el gobernador José de Magalhães Pinto, quienes hasta hace poco eran aliados. Tal alianza había llevado a Magalhães Pinto a vetar el desmembramiento de los distritos en diciembre de 1962. En julio de 1964, el Sindicato de Trabajadores Metalúrgicos de Coronel Fabriciano fue tomado por los militares para dar origen al Sindicato de Trabajadores Metalúrgicos de Ipatinga (Sindipa) el 1 de mayo de 1965, fundada bajo la presencia del presidente Castelo Branco.
El 8 de marzo de 1965, todos los agentes de policía implicados en la masacre fueron absueltos, alegando que actuaban en defensa propia. El 29 de febrero de 1964, la dirección de Ipatinga había informado a la presidencia de Usiminas en Belo Horizonte de que existía un plan para volar la empresa, que de hecho, según los informes, fue considerado por algunos trabajadores radicales durante la huelga que mes, pero esta idea fue rechazada por la mayoría y el sindicato ya que la empresa era la única fuente de ingresos para muchas familias. Este esquema fue utilizado como un fuerte argumento a favor de los militares y en contra de los trabajadores, sin embargo, durante las investigaciones se habrían tenido en cuenta varias informaciones consideradas inciertas, como la presencia no confirmada de dirigentes sindicales en los conflictos la noche anterior a la masacre. El Ministerio Público Militar interpuso recurso de apelación contra la decisión el 7 de mayo de 1965, pero el proceso concluyó a favor de los militares el 10 de diciembre.
A pesar de la represión, a mediados de los años 1980 se produjeron las primeras manifestaciones contra la masacre. En 1984, hubo una protesta organizada por doce instituciones, entre ellos sindicatos, asociaciones comunitarias, Pastoral Operária y el Partido de los Trabajadores (PT). En 1987 tuvo lugar una manifestación invitada por la Sociedade Cultural Sete de Outubro (SC-7), creada con el objetivo de recopilar y preservar información sobre la masacre. Tras el fin de la dictadura militar en Brasil, en 1985, la ley n.º 9.140, aprobada el 4 de diciembre de 1995, sería la primera que preveía indemnizaciones a los familiares de personas asesinadas o desaparecidas durante el régimen militar. Este decreto otorgaba a las familias de las víctimas de la masacre el derecho a una indemnización, pero la ley sólo cubría a quienes perdieron la vida en "instalaciones policiales". En marzo de 2004, la aprobación de la Medida Provisional 176 también comenzó a garantizar indemnizaciones a las familias de quienes murieron en manifestaciones públicas o conflictos armados. A partir de este proyecto, recién el 7 de octubre de 2004, la Comisión de Muertos y Desaparecidos del Gobierno Federal aprobó el primer proceso de indemnización por la masacre (a la familia del sastre Geraldo Gualberto). A finales del mismo mes, otras cuatro familias fueron indemnizadas.
Aunque el número de muertes siempre ha sido cuestionado, sólo cinco familias solicitaron una indemnización en 2004, frente a ocho muertes oficiales. Ese año hubo un incentivo del Centro de Atención Ciudadana (CAC), organismo del Ayuntamiento de Ipatinga, para que los familiares solicitaran una indemnización. El 7 de octubre de 2013, en el cincuentenario de la masacre – casualmente también un lunes lluvioso en la ciudad – las víctimas y familiares fueron escuchados por la Comisión Nacional de la Verdad (CNV) en una audiencia pública en el Foro de Ipatinga con el objetivo de para recopilar información sobre el episodio. Un informe difundido por la CNV en diciembre de 2014 incluía tres nombres de trabajadores que pueden ser considerados víctimas de la acción militar y señalaba a los responsables de la acción, desde militares hasta el gobernador del estado en el momento de la masacre.

## Influencias culturales
El aniversario de la masacre se conmemora anualmente en Ipatinga con homenajes y manifestaciones en memoria de las víctimas. El 7 de octubre de 1989, en el 26.º aniversario del episodio, el Sindicato de Trabajadores Metalúrgicos de Ipatinga inauguró el Monumento "7 de Octubre", que está ubicado en el barrio de Bom Retiro y rinde homenaje a los trabajadores fallecidos. Cerca del lugar de la masacre, donde actualmente existe un intercambio entre las vías de la Avenida Pedro Linhares Gomes (tramo de la BR-381 que atraviesa Ipatinga), Usiminas instaló el Monumento a Tomie Ohtake, creado por el artista japonés-brasileño Tomie Ohtake en abril de 2004 y está formado por dos "Cês" que interactúan entre sí. El proyector, sin embargo, no define un significado para la obra y deja al espectador una interpretación libre.
El 17 de octubre de 2013, la Comisión de Amnistía del Ministerio de Justicia inauguró el "Monumento a la Resistencia y a la Lucha Obrera" en la Praça da Bible, en el centro de Ipatinga, como ocurrió en otras nueve ciudades brasileñas donde hubo persecuciones políticas por parte del régimen militar. En 2023, el 7 de octubre fue establecido como "Día de la Lucha de los Trabajadores" por la Ley N° 234, de la concejala Cecília Tool, en referencia al día de la masacre.
Durante los años 90, tras la privatización de Usiminas, se intensificaron las inversiones en arte y equipamiento cultural con el objetivo de mantener su credibilidad frente a los acontecimientos del pasado. El nombre del Centro Esportivo Cultural Sete de Outubro, ubicado en el barrio Veneza, hace referencia al día de la masacre, mientras que el Hospital Municipal de Ipatinga se llama Hospital e Pronto Socorro Municipal Eliane Martins, en referencia a la niña de tres meses, que murió tras recibir un disparo en brazos de su madre. También se celebran audiencias públicas en el Ayuntamiento con el objetivo de recordar la masacre con motivo de su aniversario dentro de unos años.
Una serie de publicaciones periódicas se dedican a recopilar y difundir información sobre el episodio, como la obra Masacre de Ipatinga: Quadro a Quadro, elaborada por el periodista Edvaldo Fernandes a partir de entrevistas, documentos y publicaciones periódicas y presentada durante la II Convocatoria Pública del Proyecto Marcas. da Memória, de la Comisión de Amnistía del Ministerio de Justicia en 2011; el libro Masacre de Ipatinga: mitos y verdades, de la historiadora de Ipatinga Marilene Tuler (2007), que describe el contexto social en el que se encontraban los trabajadores en paralelo a los acontecimientos de Usiminas y la situación político-económica del país; y La masacre de Ipatinga, de Carlindo Marques (1984).